# Hermann Rauschning
Hermann Rauschning (Toruń, 7 de agosto de 1887 - Portland, 8 de fevereiro de 1982) foi um revolucionário alemão, o qual se juntou ao Partido Nacional-Socialista dos Trabalhadores Alemães, por pouco tempo e supostamente teve diversas conversas particulares com Adolf Hitler, fato contestado por muitos historiadores que afirmam que Rauschning, jamais teve algum encontro particular com Hitler, mas somente quatro reuniões acompanhado de outros membros do partido nazista. 

O historiador suíço Wolfgang Haenel pesquisou por cinco anos antes de anunciar suas descobertas em 1983 numa conferência de história revisionista na Alemanha Ocidental. A renomada Conversations with Hitler (Conversações com Hitler), declarou ele, são uma fraude total. Disse que o livro não tem valor “exceto como um documento da propaganda de guerra Aliada.” Haenel disse que as alegações de Rauschning de ter se encontrado com Hitler “mais que uma centena de vezes” é uma mentira. Segundo ele, os dois se encontraram, de fato, somente quatro vezes, e nunca a sós. As palavras atribuídas para Hitler, segundo ele, foram simplesmente inventadas ou levantadas de muitas outras diferentes fontes, incluindo escritos de Junger e Friedrich Nietzsche. Um relato de Hitler ouvindo vozes, andando a noite com gritos convulsivos e, aterrorizado, apontando para um canto vazio enquanto gritava “lá, lá no canto!” foi tomada de um conto do escritor francês Guy de Maupassant.